# Code de la route (Allemagne)
Pour les autres articles nationaux ou selon les autres juridictions, voir Code de la route.

Panneau de limitations de vitesse à l'entrée en Allemagne (vitesse sur autoroute conseillée)

Le code de la route en Allemagne ou réglementation de la circulation routière en Allemagne, en allemand Straßenverkehrs-Ordnung (StVO),, est l'équivalent du code de la route en France, Partie réglementaire, Livre 4: L'usage des voies. 
Selon les accords internationaux, les véhicules allemands qui se rendent à l'étranger portent la lettre D, pour Deutschland.

## Limitations de vitesse
Les vitesses maximales autorisées en Allemagne sont codifiées en § 3:
- En agglomération, la limitation de vitesse par défaut est de 50 km/h[3].
  - Il existe également des sections limitées à 30 km/h (Tempo 30 Zone). Par exemple, la ville de Munich a établi sa première zone 30 — établissement sur le lac Lerchenau — le 19 janvier 1988;
  - Il existe également des sections temporairement limitées à 30 km/h durant la nuit (Tempo 30 Zone), par exemple à Berlin[4] La limitation nocturne a pour but une réduction du bruit: dépasser 55 décibel peut empêcher de dormir et augmenter le risque de maladies cardiovasculaires. 300 000 berlinois sont concernés.
  - Sur les 2x2 voies en ville — voies rapides urbaines — la vitesse maximale est souvent augmentée à 60 km/h, voire à 80 km/h;
  - Une bonne partie des stations de radio indiquent les radars mobiles régionaux actuels.

- Hors agglomération, la limitation de vitesse par défaut s'élève à 100 km/h[3].
  - Les routes à chaussée unique sont souvent limitées à 80 km/h sur les contournements d'agglomérations (protection des habitants contre le bruit de la circulation)[réf. nécessaire].

Panneau 331.1: début de voie rapide (Kraftfahrstraße)

- Les voies rapides -identifiées par le panneau 331.1- sont limitées à 100 km/h lorsqu'elles sont composées d'une chaussée unique avec une voie dans chaque direction.
  - Les voies rapides ne sont pas soumises aux limitations de vitesse[5] lorsqu'elles sont constituées, dans chaque sens, de plusieurs voies séparées par un terre-plein central ou une double ligne continue, et lorsque aucune limitation de vitesse n'est indiquée. Elles sont surnommés « Gelbe Autobahnen », du fait des panneaux indicateurs jaunes et de la construction proche de celle d'une autoroute.

- Les autoroutes (la notion allemande officielle est  Bundesautobahn ou Autobahn, au pluriel Autobahnen) appliquent les règles suivantes : 
  - Absence de limitation de vitesse lorsque aucune limitation n'est précisée[6].
  - Sur ces portions sans limitations (environ, 66 % du réseau autoroutier)[7], la vitesse maximum conseillée est de 130 km/h.
  - Un tiers des portions sont limitées à 130 km/h (plus rarement 100 km/h). Certaines autoroutes sont également équipées de panneaux de signalisation électroniques qui permettent d'ajuster la limite de vitesse en fonction du trafic ou des conditions météorologiques.
  - La limitation sur les (nombreuses) portions en travaux est en général de 80 km/h, voire de 60 km/h.
  - Les panneaux « 80 – bei Nässe » indiquent qu'en cas de chaussée mouillée, la vitesse est limitée à 80 km/h. Il s'agit souvent de petites portions (pont, tunnel, virage) pouvant également se trouver sur des sections sans limitation de vitesse.
  - Les voitures avec caravane ou remorque de plus de 750 kg sont limitées à 80 km/h. Une dérogation est accordée aux remorques ayant satisfait à un contrôle technique allemand, lequel donne droit à une vitesse maximale de 100 km/h, indiqué par l'apposition d'un disque correspondant à l'arrière de l'ensemble.

## Les panneaux de signalisation

Panneau d'entrée d'agglomération en Allemagne
Panneau d'entrée d'autoroute en Allemagne
Numérotation d'autoroute en Allemagne (autoroute A8)

## Assurances
D'après plusieurs jugements, lors d'un dépassement manifeste de la vitesse conseillée de 130 km/h, les assurances ont le droit d'imposer une responsabilité partielle du conducteur si un lien causal de cette vitesse peut être mis en évidence, et ce même s'il est en droit,.

## Priorités
- Les piétons, même non engagés, ont la priorité sur un passage-piétons sans feux à bandes blanches. Les passages-piétons sont généralement indiqués par un panneau.
- La priorité à droite existe.

## Usage des feux
- Il est strictement interdit d'utiliser les feux de position seuls lorsque la voiture est en mouvement. Il faut rouler en feux de croisement, même en ville lorsque la voie de circulation est bien éclairée.
- L'usage des clignotants est fortement conseillé pour éviter des accidents. Exception : il est déconseillé de laisser le clignotant gauche lorsqu'on se trouve sur la voie de dépassement ; ceci peut être interprété par la voiture précédente, si l'on s'approche trop, comme geste de coercition et présente un comportement justifiant une amende.
- Lorsque l'on suit une route prioritaire faisant un virage à un carrefour, il est obligatoire de mettre le clignotant. (La logique étant que le conducteur doit toujours indiquer la direction que son véhicule prend)[10].

## Diverses règles, usages et coutumes
- Sur autoroutes et voies rapides, en cas de bouchons et de forts ralentissements, il est obligatoire d'appliquer le principe de la « Rettungsgasse » (voie réservée aux secours). Quel que soit le nombre de voies pour une même direction, les véhicules se trouvant sur la voie la plus à gauche doivent serrer le plus à gauche possible, tous les autres le plus à droite possible (en utilisant la bande d'arrêt d'urgence). De cette manière, la progression des véhicules de secours et de dépannage est grandement facilitée. Ceci doit être effectué par tous les conducteurs dès le début d'un fort ralentissement (et non à l'approche du premier véhicule de secours) et maintenu jusqu'à la dissolution du bouchon. Le non-respect de ce principe est passible d'une amende de 20 €.
- L´alcoolémie maximum autorisée au volant est de 0,5 g/l d'alcool dans le sang. Il est de 0 pour les conducteurs de moins de 21 ans ou qui sont en période probatoire (2 ans en Allemagne). Par ailleurs, le permis de conduire peut également être retiré lors de déplacements à vélo, à condition que l'alcoolémie dépasse le 1,0 g/l d'alcool dans le sang.
- Triangle de pré-signalisation[11] et trousse de premiers-secours sont obligatoires[12]. Depuis le 1er juillet 2014, le gilet de haute visibilité est également obligatoire[13]
- Il est interdit de stationner à moins de 5 m d'un passage piétons, d'un carrefour et d'une voie de bifurcation.
- L'arrêt en double file est interdit.
- Avant d'arriver à un arrêt, si un bus allume ses feux de détresse, il est alors interdit de le dépasser jusqu'à son arrêt complet. Pour ce qui est des véhicules arrivant de l'autre sens, ils doivent le passer au pas (4-7 km/h).
- Les piétons risquent une amende en cas de non-respect des feux bicolores.

## Législation
La réglementation routière en Allemagne est définie par plusieurs lois et ordonnances, notamment en base de la Straßenverkehrsgesetz (StVG), équivalent du Code de la route en France, partie législative.
Le StVG, en particulier paragraphe 6, autorise le Ministère fédéral des Transports à effectuer et concretiser des règlements; et à adopter des règlements (équivalent du partie réglementaire) sur le:
- des licences des personnes et des véhicules (Straßenverkehrs-Zulassungs-Ordnung, StVZO)),
- de la circulation routière (Straßenverkehrs-Ordnung, StVO).

L'évolution de la réglementation conduit au remplacement du StVZO par les règlements:
- du permis de conduire (Fahrerlaubnis-Verordnung, FeV),
- d'immatriculation des véhicules (Fahrzeug-Zulassungsverordnung, FZV),
- à l'avenir – de opération des véhicules (Fahrzeug-Betriebsverordnung, FBV).

### Straßenverkehrsgesetz en détail
Le StVG est divisée en plusieurs parties:
Partie I : réglementation de la routière

Cette partie décrit les règles de la circulation de base, l'immatriculation des véhicules à moteur et remorques sont inclus (mais développé dans la loi sur la circulation routière) ainsi que l'accord à des personnes de permis de conduire comme la base de la loi de licence (expliquée en détail dans la réglementation des permis).
Partie II : responsabilité

Cette partie réglemente la responsabilité pour blessures corporelles et dommages à la propriété dans un accident de la circulation (responsabilité sans faute).
Partie III : dispositions criminelles et des sanctions civiles

Cette partie prévoit des pénalités civiles et criminelles, par exemple, pour conduite sans permis, l'abus de caractéristique ou peut-être la plus connue, la limite de 0,5 gramme d'alcoolémie par litre de sang.
Partie IV : registre central du trafic

Cette partie comporte des règles sur le registre central de la circulation (enregistrement, gestion et suppression des points "Flensburg-points").
Partie V : enregistrement des véhicules

Cette partie traite de l'immatriculation du véhicule, des données des véhicules et des propriétaires de tous véhicules enregistrés dans la République fédérale d'Allemagne.
Partie VI : licences (certificats d'immatriculation

Cette partie réglemente le registre des licences (certificats d'immatriculation), les données de tous émis dans la République fédérale d'Allemagne gère les licences et si elles sont toujours valables ou retirée.
Partie VII : règles communes et de règles de transition

### Historique
Le Vorläufer et les StVG sont les précurseurs de la législation sur la circulation routière.
Le précurseur de la législation sur la circulation routière allemande a été la « loi sur la commercialisation des véhicules à moteur » du 3 mai 1909 qui devient un droit en soi. Le contenu a été surtout la régulation de la responsabilité dans les accidents de la circulation avec des véhicules à moteur, la législation ainsi que les règles de comportement individuel déjà sur la route.
Paru dans la succession du 23 janvier 1953, la loi sur la circulation routière de la république fédérale d'Allemagne est en vigueur. Parallèlement, certaines dispositions de la Loi pour tenir compte de l'évolution juridique actuelle ont changé. Il est intéressant que les dispositions sur la responsabilité sont restées largement inchangées, sauf pour de multiples réglages à la limite de responsabilité, également rencontré aujourd'hui dans de nombreuses parties de la réglementation de 1909.